# Gran Premi de l'Argentina del 1972
Resultats del Gran Premi de l'Argentina de Fórmula 1 de la temporada 1972, disputat al circuit Oscar Alfredo Galvez de Buenos Aires, el 23 de gener del 1972.

## Resultats
| Pos | No | Pilot              | Equip          | Voltes | Temps/ Retirada   | Pos. de sortida | Punts |
| --- | -- | ------------------ | -------------- | ------ | ----------------- | --------------- | ----- |
| 1   | 21 | Jackie Stewart     | Tyrrell - Ford | 95     | 1h 57' 59. 1      | 2               | 9     |
| 2   | 17 | Denny Hulme        | McLaren - Ford | 95     | + 25.96 s         | 4               | 6     |
| 3   | 8  | Jacky Ickx         | Ferrari        | 95     | + 59.39 s         | 8               | 4     |
| 4   | 9  | Clay Regazzoni     | Ferrari        | 95     | + 1' 06.72 min.   | 6               | 3     |
| 5   | 19 | Tim Schenken       | Surtees - Ford | 95     | + 1' 09.11 min.   | 11              | 2     |
| 6   | 14 | Ronnie Peterson    | March - Ford   | 94     | + 1 Volta         | 10              | 1     |
| 7   | 2  | Carlos Reutemann   | Brabham - Ford | 93     | + 2 Voltes        | 1               |       |
| 8   | 23 | Henri Pescarolo    | March - Ford   | 93     | + 2 Voltes        | 15              |       |
| 9   | 3  | Howden Ganley      | BRM            | 93     | + 2 Voltes        | 13              |       |
| 10  | 7  | Helmut Marko       | BRM            | 93     | + 2 Voltes        | 19              |       |
| 11  | 15 | Niki Lauda         | March - Ford   | 93     | + 2 Voltes        | 22              |       |
| Ret | 11 | Emerson Fittipaldi | Lotus - Ford   | 61     | Suspensions       | 5               |       |
| Ret | 22 | François Cevert    | Tyrrell - Ford | 59     | Caixa canvi       | 17              |       |
| Ret | 4  | Reine Wisell       | BRM            | 59     | Pèrdua d'aigua    | 7               |       |
| Ret | 18 | Peter Revson       | McLaren - Ford | 49     | Motor             | 3               |       |
| Ret | 10 | Mario Andretti     | Ferrari        | 20     | Motor             | 9               |       |
| Ret | 20 | Andrea de Adamich  | Surtees - Ford | 11     | Alim. combustible | 14              |       |
| Ret | 1  | Graham Hill        | Brabham - Ford | 11     | Bomba de gasolina | 16              |       |
| DSC | 12 | Dave Walker        | Lotus - Ford   | 8      | Desqualificat     | 20              |       |
| Ret | 5  | Peter Gethin       | BRM            | 1      | Pèrdua d'oli      | 18              |       |
| Ret | 6  | Alex Soler-Roig    | BRM            | 1      | Accident          | 21              |       |
| NVS | 16 | Chris Amon         | Matra          | 0      | No va sortir      | 12              |       |

## Altres
- Pole: Carlos Reutemann 1'12.6

- Volta ràpida: Jackie Stewart 1' 13. 660 (a la volta 25)